# Mesa de Ocaña
Mesa de Ocaña (hiszp. Stół Okani) – płaskowyż w Hiszpanii w regionie Kastylia-La Mancha.

## Podział administracyjny Hiszpanii
Mesa de Ocaña to powiat prowincji Toledo w regionie Kastylia-La Mancha.
W skład powiatu wchodzi ogółem 15 miejscowości, do największych z nich należą Ocaña i Santa Cruz de la Zarza, następnie w kolejności według gestości zaludnienia są: Yepes, Noblejas, Villarrubia de Santiago, Villasequilla, Villatobas, Villamuelas, Lillo, La Guardia, Dosbarrios, Ontigola, Huerta de Valdecarabanos, Ciruelos, Cabañas de Yepes ogólnie powierzchnia powiatu wynosi ok. 1.500 km² i zamieszkuje go ok. 40.000 osób.
Źródło INE Instituto Nacional de Estadística (01-01-2006), Diputacion de Toledo